# Rio Cerebuc
O Rio Cerebuc é um rio da Romênia, afluente do Izvorul Alb, localizado no distrito de Neamţ.